# Хърватско-унгарска уния
Хърватско-унгарската уния е лична уния на Хърватското кралство и Кралство Унгария. Тя води началото си от коронацията през 1102 година в Биоград (Секешфехервар) на унгарския крал Калман Книжник за крал на Хърватия и Далмация и завършва през 1526 година, когато и двете корони са наследени от австрийските ерцхерцози и стават част от Хабсбургската монархия.